# Klimczok-Kamm

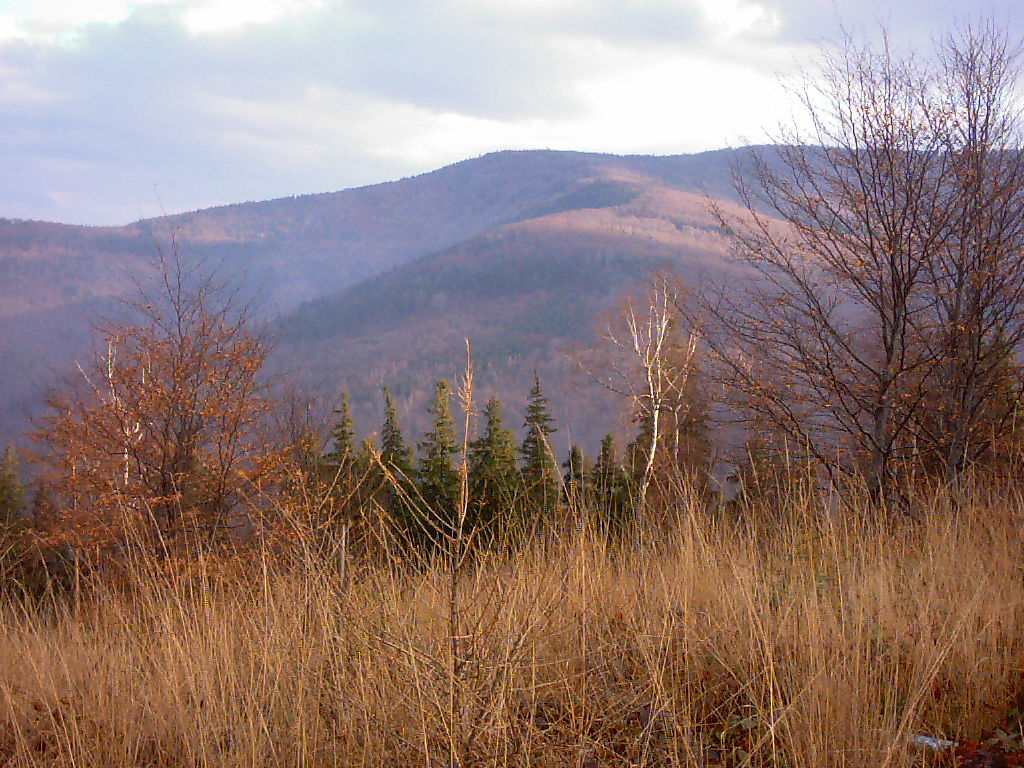
Der nördliche Teil des Kamms um die Szyndzielnia

Klimczok-Kamm (polnisch: Pasmo Klimczoka) ist einer der Bergrücken im polnischen Teil der Schlesischen Beskiden. 

## Geografie
Der Kamm befindet sich zwischen den Tälern der Gebirgsflüsse der Brennica und der Biała. Über den Kamm verläuft die Grenze zwischen den Gemeinden Bielsko-Biała und Brenna. Zu den bis zu ca. 1100 m hohen Gipfeln gehören die Klimczok (1117 m) mit dem Pass Przełęcz Siodło (1042 m), Magura (1095 m), Szyndzielnia (1028 m), Błatnia (917 m), Pod Błatnią (853 m), Przykra (824 m), Wielka Polana (788 m), Wysokie (756 m), Cuberniok (731 m), Kopany (690 m), Palenica (688 m), Dębowiec (686 m), Kozia Góra (683 m)  und Bucznik (683 m). Er ist ein Seitenkamm des zentralen Baranina-Kamms.
Der Kamm ist stark bewaldet. Ursprünglich dominierten Mischwälder mit Buchen und Tannen, derzeit trifft man vor allem auf Buchen und Fichten. Auf den Kamm führen markierte Wanderwege von Bielsko-Biała und Brenna.